# عدم قطعیت
عدم قطعیت (به انگلیسی: Uncertainty) نوعی نگرش دقیق به اعداد است که در علوم اصل عدم قطعیت، فلسفه، آمار، علم اقتصاد، مالیه، بیمه، روان‌شناسی، جامعه‌شناسی، مهندسی و علوم اطلاع‌رسانی کاربرد دارد. همچنین تأثیر بر داده‌های اندازه‌گیری شده دارد.